# St. Clemens (Kaldenkirchen)

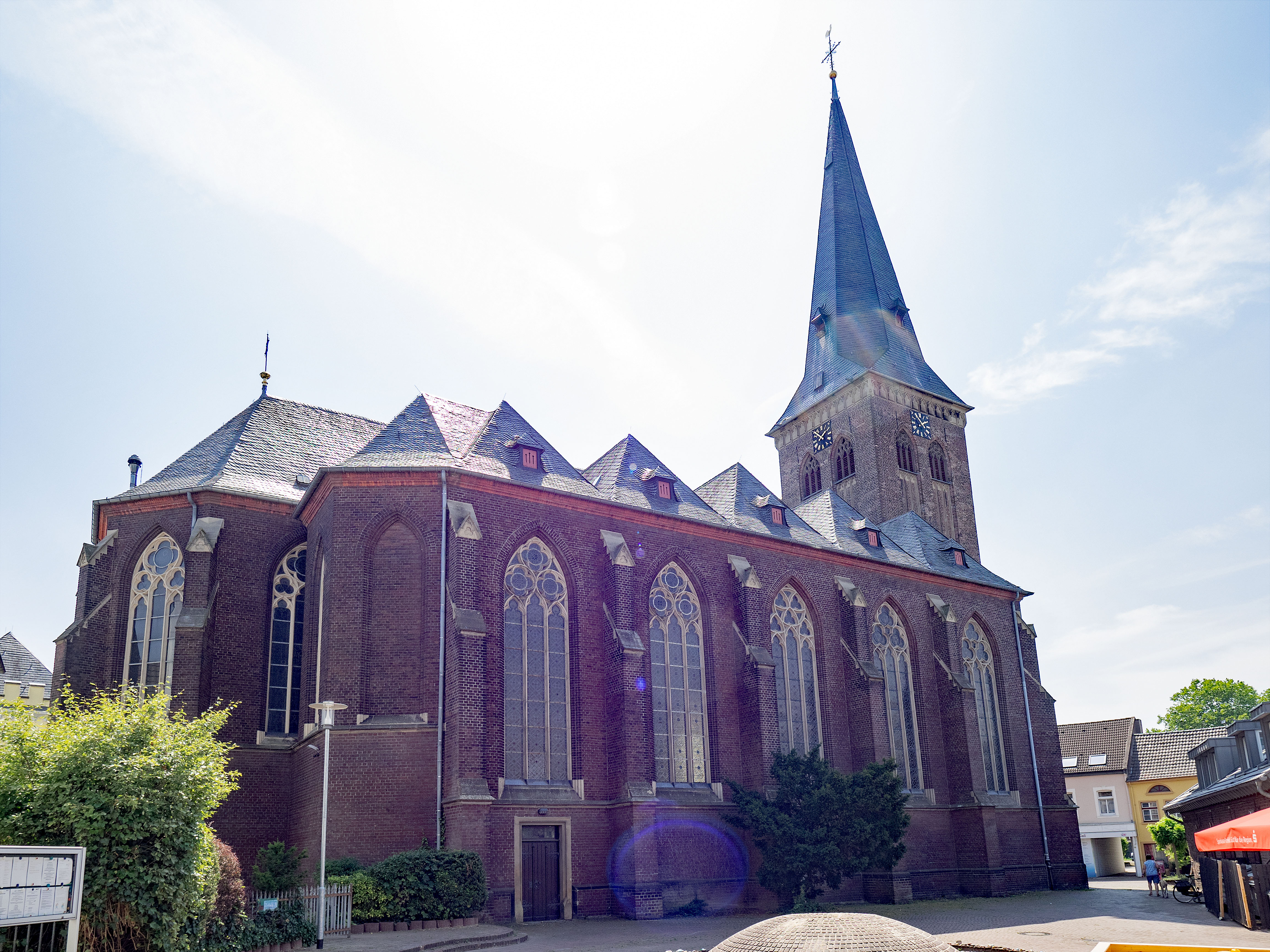
St. Clemens in Kaldenkirchen

St. Clemens ist eine römisch-katholische Pfarrkirche in Kaldenkirchen, einem Stadtteil von Nettetal im Kreis Viersen in Nordrhein-Westfalen. Die Kirche ist unter Nummer 114 in die Liste der Baudenkmäler in Nettetal eingetragen, steht unter dem Patronat des hl. Clemens von Rom und wurde zwischen 1893 und 1897 nach Plänen der Münsteraner Architekten Kersting und Wenking errichtet.

## Geschichte
Das Patronat des hl. Clemens lässt eine frühe Kirchengründung in Kaldenkirchen vermuten. Vielleicht ist es eine Kirchengründung des hl. Willibrord, der hier im 7./8. Jahrhundert missioniert haben soll. Gesichert ist dies jedoch nicht. 1304 wurde Kaldenkirchen erstmals erwähnt, aufgrund des Ortsnamens muss damals bereits eine Kirche bestanden haben. Ein Pfarrer wurde erstmals 1350 mit Johann von Wylre erwähnt. 
Im 15. Jahrhundert wurde eine neue, dreischiffige Kirche in Formen der Gotik erbaut, von der heute der Glockenturm erhalten ist. 1625 stiftete Herzog Wolfgang Wilhelm von Jülich und Berg das Brigittenkloster Mariafurcht, welches direkt neben der Kirche erbaut wurde. Seitdem hatte die Kirche eine Doppelfunktion als Pfarr- und Klosterkirche. Der Prior des Klosters war zugleich Pfarrer von Kaldenkirchen. 1650 erneuerte man das nördliche Seitenschiff. 
Das Kloster wurde während der Säkularisierung 1802 aufgelöst, die Kirche blieb als Pfarrkirche bestehen. 
Ende des 19. Jahrhunderts wurde die Kirche zu klein für die angewachsene Bevölkerung und der Abriss mit Ausnahme des Turmes beschlossen. Für die Planung des Neubaus wurden die Architekten Aloys Kersting und Theodor Wenking, die ein gemeinsames Architekturbüro in Münster betrieben, beauftragt. Die alte Kirche wurde 1893 abgerissen und an gleicher Stelle an den bestehenden Turm das heutige Kirchenschiff erbaut. Die Kirchweihe war am 24. August 1897. 1969 wurde der Chorraum im Zuge der Liturgiereform umgestaltet. Der Innenraum wurde 1994 bis 1997 komplett restauriert und die historistische Malerei freigelegt.

## Baubeschreibung
St. Clemens ist eine dreischiffige und fünfjochige Hallenkirche aus Backstein in Formen der Neugotik mit einem vorgebauten Glockenturm des gotischen Vorgängerbaus im Westen und dreiseitig geschlossenem Chor im Osten.

## Ausstattung
Einige Ausstattungsstücke aus dem Vorgängerbau sind im Innenraum vorzufinden. Dazu zählen ein barocker Nebenaltar aus der Zeit um 1700, das ebenfalls barocke Taufbecken aus dem Jahr 1793 sowie eine Kreuzigungsgruppe aus dem 16. Jahrhundert, das Chorgestühl aus der Zeit um 1700 sowie einige Heiligenfiguren des 17. und 18. Jahrhunderts.
Von der bauzeitlichen Ausstattung des späten 19. frühen 20. Jahrhunderts haben sich die Buntglasfenster der Werkstatt Hertel & Lersch, Düsseldorf, aus dem Jahr 1897 sowie die 1906 bis 1908 entstandene Ausmalung des Künstlers Heinrich Brey erhalten.
-

## Pfarrer
Folgende Priester wirkten bislang als Pastor an St. Clemens:
- 1929–1938: Jan van Nooy
- 1938–1959: Wilhelm Dederichs
- 1959–1961: Paul Ink
- 1961–1972: Paul Wallrafen
- 1973–1991: Johannes Keil
- 1991–2005: Klaus Dors
- Seit 2005: Benedikt Schnitzler